# سون غوكو
سون غوكو (باليابانية: 孫悟空) هو شخصية خيالية أنشأها أكيرا تورياما عام 1984، وهو بطل سلسلة الأنمي والمانغا دراغون بول. ولد باسم كاكاروتو، وهو محارب من جنس السايان أُرسل إلى الأرض لتدميرها، لكنه فقد ذاكرته بعد سقوطه في حادثة، فتبَناه عجوز ورباه ليصبح طيبًا وودودًا. تلقى غوكو تدريبات على يد العديد من المدربين، وأصبح مقاتلًا قويًا يحارب الأشرار برفقة أصدقائه.

## الشخصية
يعد غوكو الشخصية الرئيسية في جميع أجزاء دراغون بول، وهو معروف بشهيته الكبيرة، وروحه المرحة، وقوته الهائلة. استطاع التحول إلى مستويات السوبر ساياجين المختلفة، بما في ذلك السوبر ساياجين 1، 2، 3، الأزرق، والسوبر ساياجين الحاكم. كما وصل إلى تحول الغريزة القصوى خلال قتاله ضد جيرين في دراغون بول سوبر.

## العائلة
غوكو هو ابن باردوك، أحد أقوى السايان، والذي امتلك قدرة على رؤية المستقبل. لديه ابنان:
- غوهان: الابن الأكبر، يتمتع بقدرة قتالية استثنائية، وكان أول من وصل إلى المستوى الثاني من السوبر ساياجين، لكنه ابتعد عن القتال لاحقًا.
- غوتين: الابن الأصغر، وصل إلى السوبر ساياجين في سن صغيرة، وشارك في معارك عديدة، كما اندمج مع ترانكس ابن بيجيتا ليشكلا غوتينكس.

## الأعداء والمعارك
خاض غوكو وأبناؤه وأصدقاؤه معارك أسطورية ضد أعداء أقوياء مثل فريزا، سيل، وماجين بوو. كما ساهمت حفيدته بان في بعض الأحداث المهمة، مثل منحه طاقة السايان أثناء تحوله في معركة الآلهة.

## الأجزاء المستقبلية
تمتد مغامرات غوكو إلى الأجزاء المستقبلية مثل دراغون بول تي ودراغون بول سوبر، حيث يواصل تحدي أقوى الخصوم وتجاوز حدوده في كل مرة.

## روابط خارجية
- سون غوكو على موقع ميوزك برينز (الإنجليزية)